# Новиков, Владимир Ильич (депутат)
Владимир Ильич Новиков (род. 14 апреля 1960 года в городе Глазов, Удмуртская АССР, РСФСР, СССР) — советский и российский политический деятель, депутат Государственной Думы ФС РФ первого созыва (1993—1995).

## Биография
Получил высшее военное образование в Пермском высшем командном училище. В 1985 году получил высшее образование по специальности «инженер-электрик» в Кировском политехническом институте. Работал в городе Глазов Удмуртской Республики в ТОО «Сталкер» коммерческим директором.
В 1993 году был избран депутатом Государственной думы Федерального Собрания Российской Федерации первого созыва. В Государственной думе был членом комитета по экологии, не входил в депутатские объединения.

## Законотворческая деятельность
За время исполнения полномочий депутата Государственной думы I созыва выступил соавтором двух законодательных инициатив и поправок к проектам федеральных законов.